# Richard Goulet
Richard Goulet (* 23. November 1943 in Montreal, Kanada) ist ein kanadisch-französischer Philosophiehistoriker auf dem Gebiet der antiken Philosophie.

## Leben
Goulet erwarb 1964 ein baccalauréat ès Arts am Collège Sainte-Croix, das damals zur Universität Montreal gehörte, 1969 eine licence in Theologie der Universität Montreal und 1974 ein doctorat de 3e cycle in Geschichte der Philosophie bei Pierre Hadot an der Université Paris 1 Panthéon-Sorbonne. 1976 wurde er als wissenschaftlicher Mitarbeiter in die von Jean Pépin geleitete Equipe de recherche 76 (Histoire des doctrines de la fin de l’Antiquité et du haut Moyen Âge) des Centre national de la recherche scientifique aufgenommen und 1982 zum Chargé de recherche ernannt. 1987 folgte ein doctorat ès lettres an der Universität Paris IV mit einer Schrift La Philosophie de Moïse. Essai de reconstitution d’un commentaire philosophique préphilonien du Pentateuque, ebenfalls bei Pierre Hadot. Im gleichen Jahr wurde er zum Directeur de recherche de seconde classe, 1996 zum Directeur de recherche de première classe ernannt. 2009 wurde er pensioniert.
Er ist mit der Klassischen Philologin und Philosophiehistorikerin Marie-Odile Goulet-Cazé verheiratet, mit der er drei Kinder hat.
Sein bedeutendstes Projekt ist das 1981 begonnene, aus sieben Bänden und einem Supplementband bestehende und nunmehr online verfügbare Dictionnaire des philosophes antiques, an dem eine Vielzahl von Forschern mitgewirkt hat. Weitere selbständige Veröffentlichungen betreffen den astronomischen Traktat des Kleomedes, die Vita Plotini des Porphyrios, einen philosophischen Kommentar des Pentateuch, Diogenes Laertios, Makarios Magnes, die Allegorie, die Rezeption griechisch-römischer Philosophie und Wissenschaft in der arabischen Welt und Eunapios von Sardes. Außerdem hat er das Programm AnPhil entwickelt, ein Programm zur Erfassung der bibliographischen Daten, die in der Zeitschrift L’Année philologique gesammelt sind. Mit Philippe Hoffmann und seiner Frau Marie-Odile Goulet-Cazé gibt er seit 2001 die Reihe Textes et traditions im Verlag der Librairie philosophique J. Vrin, Paris, heraus.

## Auszeichnungen
- 1981: Prix Zappas der Association pour l’encouragement des études grecques en France
- 1983: Médaille de bronze du CNRS
- 1991: Médaille d’argent du CNRS

## Schriften (Auswahl)
- Cléomède, Théorie élémentaire (De motu circulari corporum caelestium). Texte présenté, traduit et commenté par Richard Goulet, (Histoire des doctrines de l’Antiquité classique, 3). Librairie philosophique J. Vrin, Paris 1980.
- Porphyre, La Vie de Plotin. Tome I: Travaux préliminaires et Index grec complet par Luc Brisson, Marie-Odile Goulet-Cazé, Richard Goulet et Denis O’Brien, avec une préface de Jean Pépin (Histoire des doctrines de l’Antiquité classique, 6). Librairie philosophique J. Vrin, Paris 1982.
- La Philosophie de Moïse. Essai de reconstitution d’un commentaire philosophique préphilonien du Pentateuque (Histoire des doctrines de l’Antiquité classique, 11). Librairie philosophique J. Vrin, Paris 1987.
- Porphyre, La Vie de Plotin. Luc Brisson, Richard Goulet et al., Tome II: Études d’introduction, texte grec et traduction française, commentaire, notes complémentaires, bibliographie (Histoire des doctrines de l’Antiquité classique, 16). Librairie philosophique J. Vrin, Paris 1992.
- Le Cynisme ancien et ses prolongements. Actes du Colloque international du CNRS (Paris, 22–25 juillet 1991) publiés sous la direction de Marie-Odile Goulet-Cazé et Richard Goulet. Presses universitaires de France, Paris 1993.
- Diogène Laërce, Vies et doctrines des philosophes illustres. Traduction française sous la direction de Marie-Odile Goulet-Cazé. Introductions, traductions et notes de Jean-François Balaudé, Luc Brisson, Jacques Brunschwig, Tiziano Dorandi, Marie-Odile Goulet-Cazé, Richard Goulet et Michel Narcy avec la collaboration de Michel Patillon. Le livre de Poche, Paris 1999.
- Études sur les Vies de philosophes de l’Antiquité tardive, Diogène Laërce, Porphyre de Tyr, Eunape de Sardes. (Textes et traditions, 1). Librairie philosophique J. Vrin, Paris 2001.
- Macarios de Magnésie, Le Monogénès. Introduction générale, édition critique, traduction française et commentaire par Richard Goulet (Textes et traditions, 7). Librairie philosophique J. Vrin, Paris 2003, 2 Bände.
- Allégorie des poètes, allégorie des philosophes. Études sur la poétique et l’herméneutique de l’allégorie de l’Antiquité à la Réforme. Table ronde internationale de l’Institut des traditions textuelles (Fédération de recherche 33 du CNRS). Actes publiés sous la direction de Gilbert Dahan et Richard Goulet. (Textes et traditions, 10). Librairie philosophique J. Vrin, Paris 2005.
- Diogène Laërce, Vies et doctrines des Stoïciens. Introduction, traduction et notes par Richard Goulet. Le Livre de poche, Paris 2006.
- (Hrsg. mit Ulrich Rudolph): Entre Orient et Occident : La philosophie et la science gréco-romaine dans le monde arabe. Huit exposés suivis de discussions (Entretiens sur l’Antiquité classique, 57). Fondation Hardt, Vandœuvres-Genève 2011.
- Eunape, Vies de philosophes et de sophistes. Texte établi, traduit et annoté par Richard Goulet. Les Belles Lettres, Paris 2014 (Collection des Universités de France, Série grecque, 508).
- Études sur les philosophes antiques : leurs écoles, leurs bibliothèques, leurs combats. (Textes et traditions). Vrin, Paris 2024, ISBN 978-2-7116-3160-5.

Dictionnaire des philosophes antiques
- (Hrsg.): Dictionnaire des philosophes antiques, publié sous la direction de Richard Goulet. CNRS Éditions, Paris 1989–2018.
  - Bd. 1: Abam(mon) à Axiothéa. Avec une préface de Pierre Hadot. 1989; édition revue et corrigée, 2018.
  - Bd. 2: Babélyca d’Argos à Dyscolius. 1994; édition revue et corrigée, 2018.
  - Bd. 3: Eccélos à Juvénal. 2000.
  - Bd. 4: Labeo à Ovidius. 2005; édition revue et corrigée, 2018.
  - Bd. 5, Teilband 1: Paccius à Plotin. 2012.
  - Bd. 5, Teilband 2: Plotina à Rutilius Rufus. 2012.
  - Bd. 6: Sabinillus à Tyrsénos. 2016.
  - Bd. 7: Ulpianus à Zoticus. 2018.
  - Supplément publié par Richard Goulet avec la collaboration de Jean-Marie Flamand et Maroun Aouad. 2003; édition revue et corrigée, 2018.